# Tosanoides obama
Tosanoides obama là một loài cá biển thuộc chi Tosanoides trong họ Cá mú. Loài này được mô tả lần đầu tiên vào năm 2016.

## Từ nguyên
Từ định danh được đặt theo tên của Barack Obama, Tổng thống thứ 44 của Hoa Kỳ, nhằm ghi nhận những nỗ lực của ông trong công cuộc bảo tồn môi trường sống, đặc biệt là quyết định mở rộng Tượng đài hải dương quốc gia Papahānaumokuākea của ông vài tuần sau khi phát hiện ra loài cá mới này.

## Phân bố
T. obama chỉ được quan sát và thu thập ở độ sâu 90–92 m tại rạn san hô vòng Kure và Pearl và Hermes, do đó được coi là loài đặc hữu của Tây Bắc Hawaii.
R. M. Gooding đã liệt kê một cá thể Tosanoides filamentosus được kéo lưới ở độ sâu 256–311 m vào khoảng năm 1975–1979 tại núi ngầm Hancock (cách Kure ~360 km về phía tây bắc). Do cá thể này không được lưu giữ nên không thể xác định được đó có phải là T. filamentosus không hay là một cá thể T. obama.

## Mô tả
Chiều dài chuẩn (SL: standard length) lớn nhất được ghi nhận ở T. obama là 4,3 cm (với tổng chiều dài là gần 6,2 cm).
Cá đực: màu hồng, sẫm hơn ở phần lưng và nhạt dần về phía bụng. Mõm và ngược lên mắt màu vàng tươi, với một dải mỏng màu vàng kéo dài ra hai bên gáy. Một dải tương tự kéo dài từ sau mắt băng qua gần hết nắp mang, dải thứ hai từ hàm dưới ngược lên hàm trên, băng qua mắt và nắp mang đến gốc vây ngực. Vây lưng màu hồng, viền màu cánh sen ở rìa, có một đốm tròn lớn ở cuối, bao quanh bởi vệt màu hồng tím ánh xanh lam. Vây hậu môn và vây bụng màu hồng tím. Vây đuôi màu vàng, trong mờ, nhạt hơn với viền màu hồng tím dọc theo rìa của cả hai thùy.
Cá cái và cá con: màu hồng phớt vàng, nhạt hơn ở ngực và bụng. Vây lưng màu hồng vàng, không có đốm như cá đực, nhưng có lốm đốm các vệt hồng sẫm, viền màu cánh sen ở rìa. Vây hậu môn và vây bụng màu vàng, hồng hơn ở gai vây bụng. Vây đuôi như cá đực.
Số gai ở vây lưng: 10; Số tia vây ở vây lưng: 17; Số gai ở vây hậu môn: 3; Số tia vây ở vây hậu môn: 8; Số tia vây ngực: 14; Số gai ở vây bụng: 1; Số tia vây ở vây bụng: 5; Số vảy đường bên: 33–34.

## Phân loại
Theo cây phát sinh chủng loại học của Pyle và cộng sự (2018), T. obama có quan hệ gần hơn với Tosanoides flavofasciatus dựa trên việc phân tích chuỗi mã vạch DNA ty thể ở hai loài.

## Sinh thái
Qua khảo sát thực địa, T. obama sống theo cặp đực-cái hoặc nhóm hậu cung.